# Lista över världsrekord i friidrott satta 2006
Det här är en lista över världsrekord i friidrott satta 2006.

## Inomhus
| Idrottare                                                                       | Land     | Gren             | Rekord  | Tävling                       | Plats    | Datum            | Gällde till      |
| ------------------------------------------------------------------------------- | -------- | ---------------- | ------- | ----------------------------- | -------- | ---------------- | ---------------- |
| Ryssland: Julija Gusjtjina, Olga Kotljarova, Olga Zajtseva, Olesia Krasnomovets | Ryssland | 4x400 m kvinnor  | 3.23,37 | Glasgow International Match   | Glasgow  | 28 januari 2006  | gäller 2022      |
| Kajsa Bergqvist                                                                 | Sverige  | Höjdhopp kvinnor | 2,08    | Arnstadt Hochsprung mit Musik | Arnstadt | 4 februari 2006  | gäller 2022      |
| Jelena Isinbajeva                                                               | Ryssland | Stavhopp kvinnor | 4,91    | Pole Vault Stars              | Donetsk  | 12 februari 2006 | 10 februari 2007 |
| Lilija Sjobuchova                                                               | Ryssland | 3 000 m kvinnor  | 8.27,86 | Ryska inomhusmästerskapen     | Moskva   | 17 februari 2006 | 3 februari 2007  |
| Jelena Soboleva                                                                 | Ryssland | 1 500 m kvinnor  | 3.58,28 | Ryska inomhusmästerskapen     | Moskva   | 18 februari 2006 | 1 februari 2014  |

## Utomhus
| Idrottare                                                            | Land          | Gren                  | Rekord   | Tävling                                   | Plats      | Datum           | Gällde till           |
| -------------------------------------------------------------------- | ------------- | --------------------- | -------- | ----------------------------------------- | ---------- | --------------- | --------------------- |
| Haile Gebrselassie                                                   | Etiopien      | 20 km män             | 55.48    | Rock'n'Roll Arizona Half Marathon         | Phoenix    | 15 januari      | 21 mars 2010          |
| Haile Gebrselassie                                                   | Etiopien      | Halvmaraton män       | 58.55    | Rock'n'Roll Arizona Half Marathon         | Phoenix    | 15 januari      | 17 mars 2007          |
| Kayoko Fukushi                                                       | Japan         | 15 km kvinnor         | 46.55    | Marugame halvmaraton                      | Marugame   | 5 februari 2006 | 15 november 2009      |
| Justin Gatlin                                                        | USA           | 100 m män             | 9,77     | IAAF Super Tour                           | Doha       | 12 maj 2006     | Ströks p.g.a. doping. |
| Meseret Defar                                                        | Etiopien      | 5 000 m kvinnor       | 14.24,53 | Reebok Grand Prix                         | New York   | 3 juni 2006     | 15 juni 2007          |
| Asafa Powell                                                         | Jamaica       | 100 m män             | 9,77     | British Grand Prix                        | Gateshead  | 11 juni 2006    | 9 september 2007      |
| Gulfija Chanafejeva                                                  | Ryssland      | Släggkastning kvinnor | 77,26    | Ryska mästerskapen                        | Tula       | 12 juni 2006    | 24 juni 2006          |
| Tatiana Lysenko                                                      | Ryssland      | Släggkastning kvinnor | 77,41    |                                           | Zjukovskij | 24 juni 2006    | 15 augusti 2006       |
| Liu Xiang                                                            | Kina          | 110 m häck män        | 12,88    | Athletissima                              | Lausanne   | 11 juli 2006    | 12 juni 2008          |
| Tatiana Lysenko                                                      | Ryssland      | Släggkastning kvinnor | 77,80    |                                           | Tallinn    | 15 augusti 2006 | 22 augusti 2009       |
| Asafa Powell                                                         | Jamaica       | 100 m män             | 9,77     | Weltklasse Zürich                         | Zürich     | 18 augusti 2006 | 9 september 2007      |
| Kenya: Joseph Mutua, William Yiampoy, Ismael Kombich, Wilfred Bungei | Kenya         | 4x800 m män           | 7.02,43  | Memorial Van Damme                        | Bryssel    | 25 augusti 2006 | gäller 2022           |
| Lornah Kiplagat                                                      | Nederländerna | 20 km kvinnor         | 1:03.21  | IAAF World Road Running Championships     | Debrecen   | 8 oktober 2006  | 14 oktober 2007       |
| Nathan Deakes                                                        | Australien    | 50 km gång män        | 3:35.47  | Australian 50km Race Walking Championship | Geelong    | 2 december 2006 | 11 maj 2008           |

Justin Gatlins rekordtangering på 100 meter godkändes först, men ströks sedan på grund av dopningbrott.

## U20-rekord
| Idrottare                                                                 | Land     | Gren                  | Rekord | Tävling                  | Plats   | Datum           | Gällde till     |
| ------------------------------------------------------------------------- | -------- | --------------------- | ------ | ------------------------ | ------- | --------------- | --------------- |
| Jevgenij Ajdamirov                                                        | Ryssland | Släggkastning pojkar  | 82,62  | Ryska juniormästerskapen | Tula    | 22 juli 2006    | 17 juni 2009    |
| USA "Blue": Bianca Knight, Jeneba Tarmoh, Elizabeth Olear, Gabrielle Mayo | USA      | 4x100 m flickor       | 43,29  | NIKE Road To Eugene Jun. | Eugene  | 8 augusti 2006  | 23 juli 2017    |
| Margus Hunt                                                               | Estland  | Diskuskastning pojkar | 66,35  | Junior-VM                | Beijing | 15 augusti 2006 | 16 augusti 2006 |
| Margus Hunt                                                               | Estland  | Diskuskastning pojkar | 66,68  | Junior-VM                | Beijing | 16 augusti 2006 | 16 augusti 2006 |
| Margus Hunt                                                               | Estland  | Diskuskastning pojkar | 67,32  | Junior-VM                | Beijing | 16 augusti 2006 | 24 maj 2008     |

## U20-inomhusrekord
Vid sin kongress 2011 beslutade IAAF att införa inomhusvärldsrekord för juniorer. De nya reglerna började gälla 1 november 2011. I samband med det publicerades en lista över tidigare prestationer som godkändes som de första rekorden.
| Idrottare              | Land     | Gren             | Rekord | Tävling | Plats | Datum            | Gällde till |
| ---------------------- | -------- | ---------------- | ------ | ------- | ----- | ---------------- | ----------- |
| Konstadinos Douvalidis | Grekland | 60 m häck pojkar | 7,50   |         | Aten  | 11 februari 2006 | 9 mars 2014 |